# Kościół Niepokalanego Poczęcia Najświętszej Maryi Panny w Zamęcinie
Kościół Niepokalanego Poczęcia Najświętszej Maryi Panny w Zamęcinie – zabytkowy katolicki kościół parafialny, znajdujący się we wsi Zamęcin (powiat choszczeński, województwo zachodniopomorskie). Funkcjonuje przy nim parafia Niepokalanego Poczęcia Najświętszej Maryi Panny. Do rejestru zabytków wpisany został 31 grudnia 1990 pod numerem 330/90.

## Historia

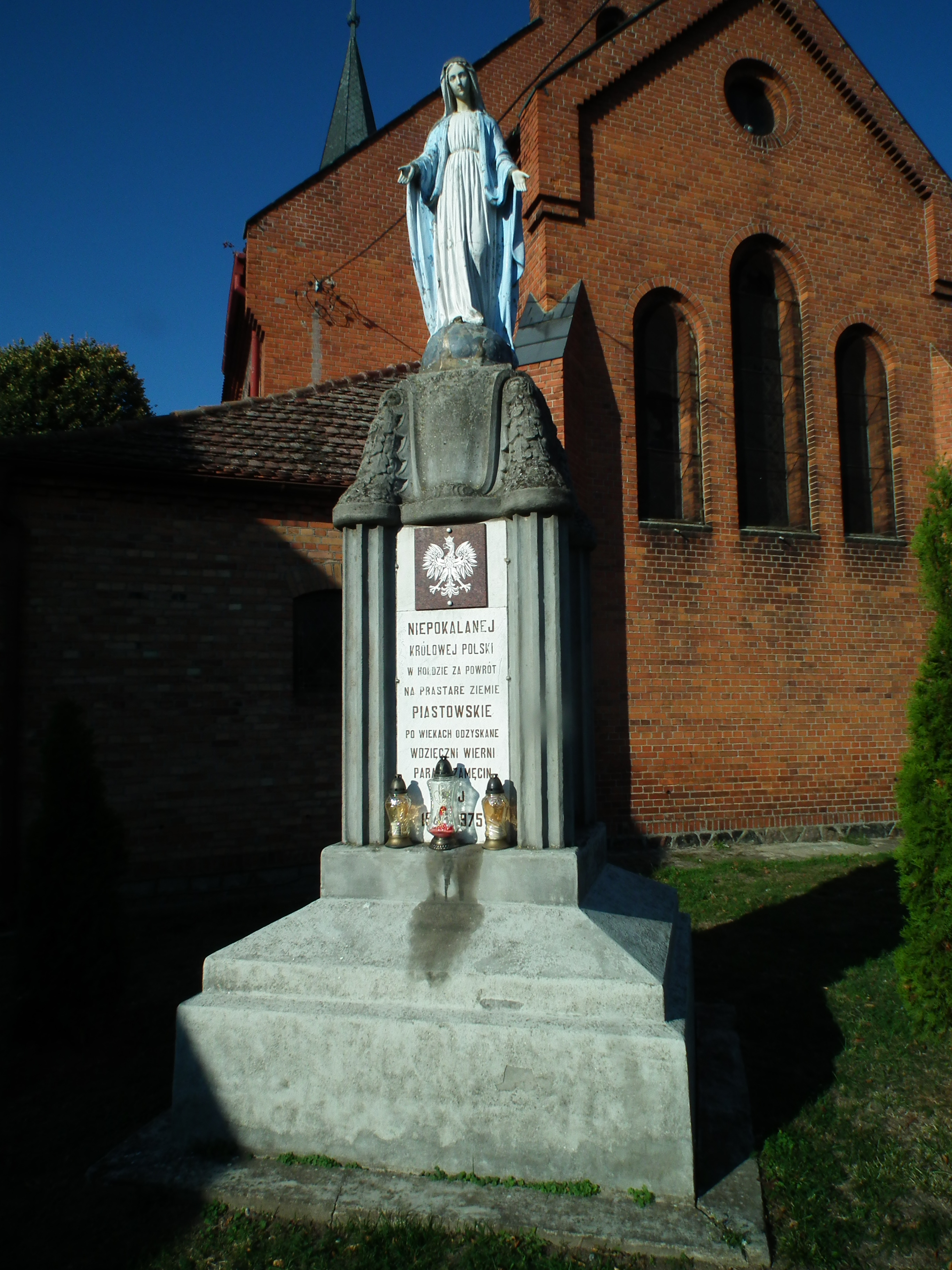
Figura i prezbiterium

Pierwsze wzmianki o świątyni pochodzą z 1337. W końcu XV wieku wybudowano jednonawowy kościół murowany (z ciosów granitowych). Z tego obiektu zachowała się do dziś tylko wieża na planie kwadratu (wysokość: 37 metrów) przylegająca do korpusu od zachodu. W latach 1606–1636 proboszczem w Zamęcinie był Martin Wegner, natomiast od 1636 do 1693 rolę taką pełnił Johann Medewein. Świątynia ta przetrwała do lat 80. XIX wieku, ale była już wtedy w bardzo złym stanie technicznym, np. ołtarz ambonalny był spróchniały, podobnie jak deski stropowe. W kwietniu 1885 przeznaczono środki na remont wieży. Projekt przebudowy całej świątyni opracował Muller, radca budowlany z Choszczna. 6 września 1885 rada parafialna zaakceptowała projekt odnowienia budowli. Ostatecznie rozebrano stary korpus nawowy. Nowy wzniesiono w latach 1888–1889. Pracami budowlanymi kierował cieśla Bucholz z Choszczna. Roboty zakończono w 1893. Z rozbiórki murów obwodowych starego obiektu uzyskano 320,4 m³ kamienia polnego, a ze starych fundamentów – 87,5 m³ tego samego budulca, który po oczyszczeniu został ponownie użyty do prac budowlanych. Całkowity koszt budowy kościoła wyniósł 17 300 marek (wraz z dotacją państwową). W latach 1890–1891 wyposażano wnętrza, w tym posadowiono nowe ławki. 
30 września 1945 kościół został poświęcony i zaadaptowany jako rzymskokatolicki pod obecnym wezwaniem i wszedł w skład parafii Narodzenia Najświętszej Maryi Panny w Choszcznie. 8 listopada 1962 erygowano w Zamęcinie parafię. 
Po 1945 kościół przeszedł wiele zmian. Obcięto boczne empory, zaś ołtarz główny i dzwony przeniesiono ze zniszczonego kościoła w Gleźnie. Wykonano w późniejszych latach nowe posadzki, ławki oraz rozbudowano zakrystię. Na początku lat 80. XX wieku zbudowano nową zakrystię (projektantem był Zbigniew Tracz). W latach 1985–1986 wyremontowano hełm wieży, m.in. dodano ostrosłupowe zwieńczenie i pokryto go blachą miedzianą. Doszło do wymiany witraży i uzupełniono witraż w prezbiterium (autorem był Janko z Poznania). Wykonano też nowe żyrandole (Zaran z Poznania). Malatura wnętrz została wykonana według projektu Józefa Wiśniewskiego.

## Otoczenie

### Figura maryjna
Przy kościele stoi figura maryjna z napisem z 1975: Niepokalanej Królowej Polski w hołdzie za powrót na prastare Ziemie Piastowskie po wiekach odzyskane wdzięczni wierni parafianie Zamęcin.

### Cmentarz
W pobliżu świątyni znajduje się nieczynny cmentarz, który założono w XIX wieku. Stoi tu pomnik poległych w latach 1914–1918. Na pomniku posadowiona jest figura Najświętszej Marii Panny. Na terenie nekropolii rosną okazałe robinie akacjowe, dęby szypułkowe i lipa drobnolistna.